# Nördlingen–Dombühl-vasútvonal

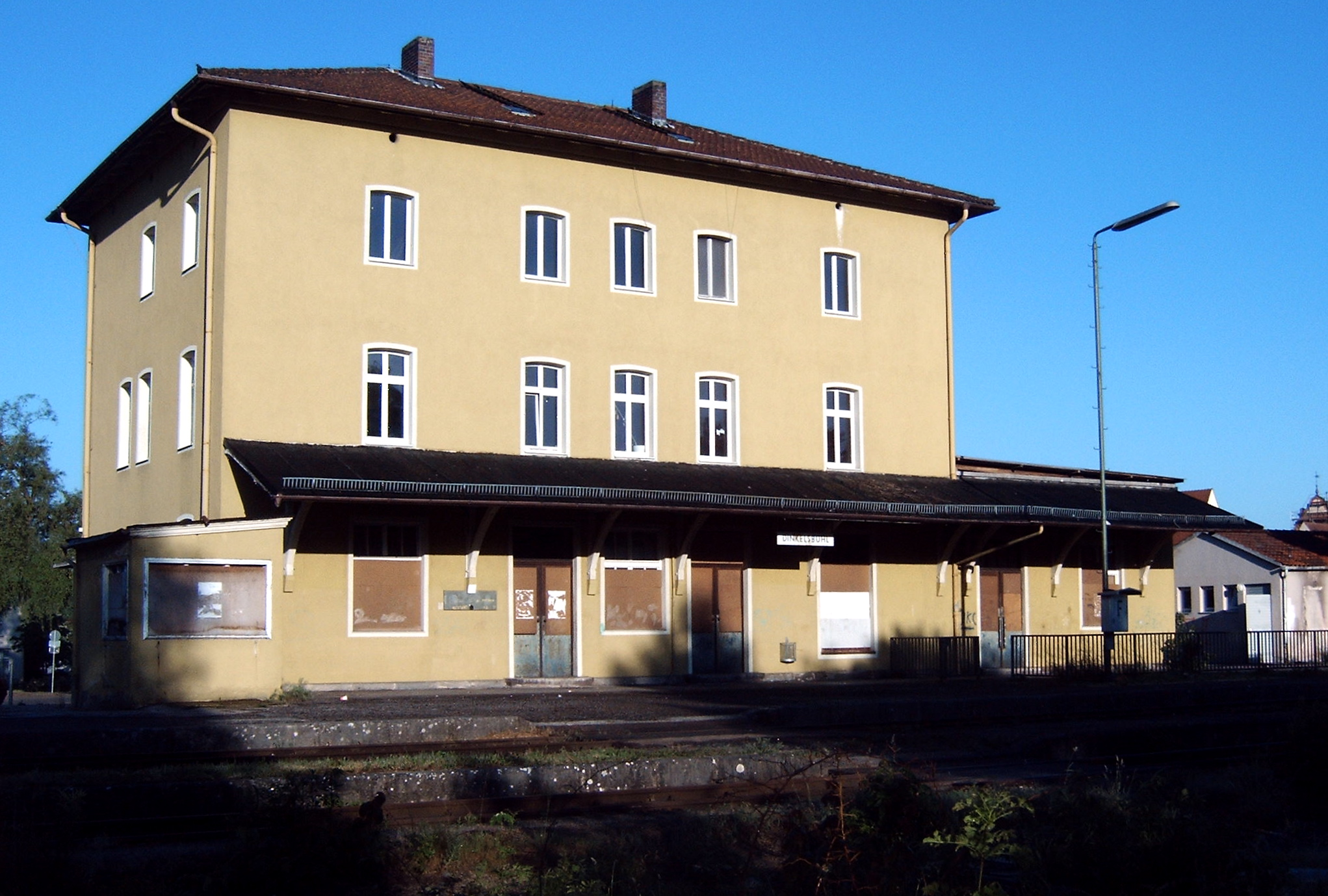
Dinkelsbühl vasútállomása 2008-ban...

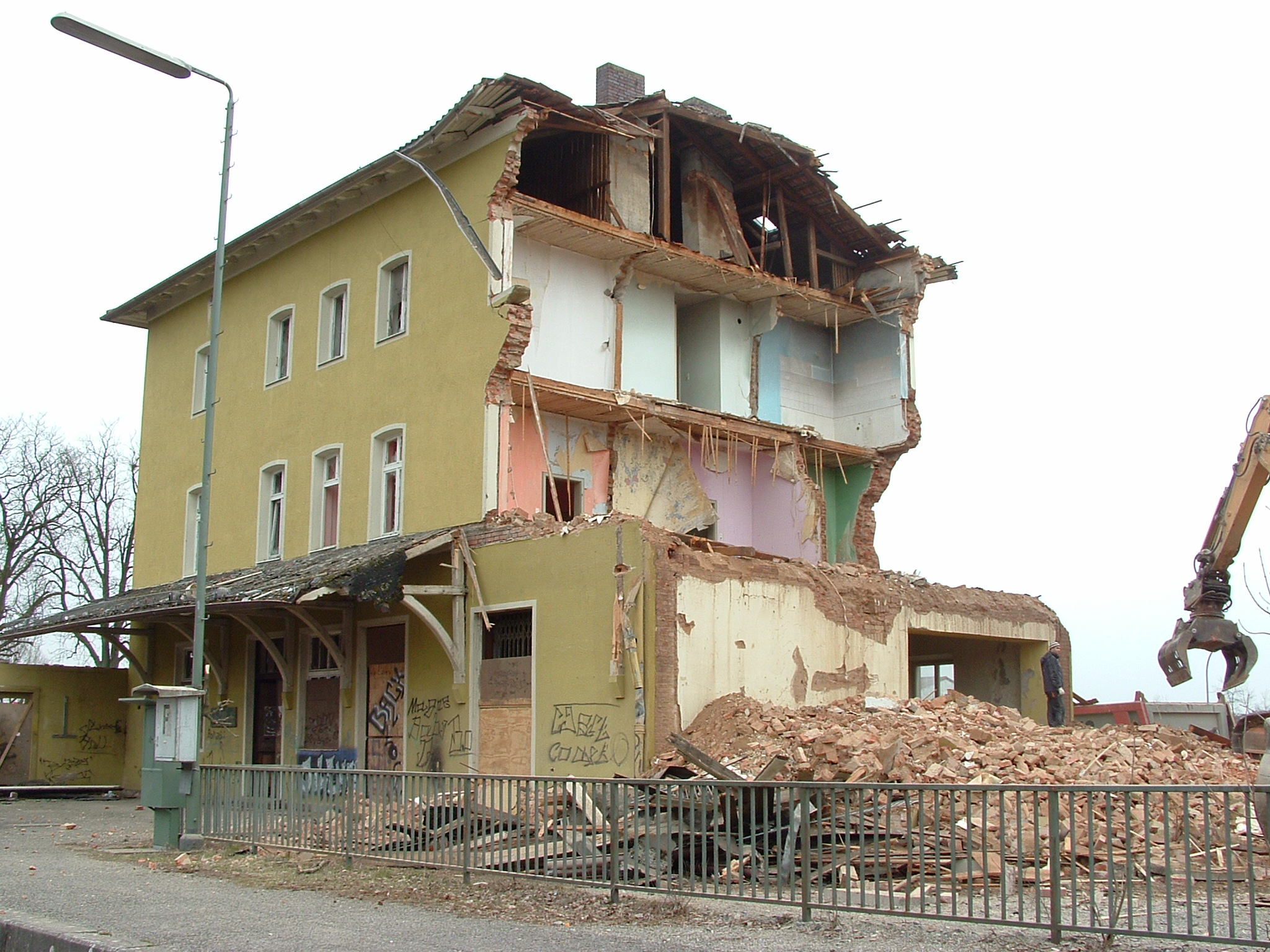
...és 2013. április 8-án

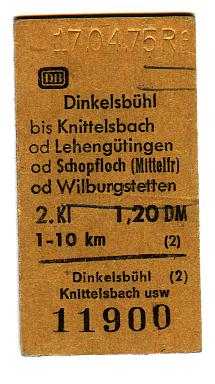
Kéregjegy 1975. április 17-éről

A Nördlingen–Dombühl-vasútvonal egy normál nyomtávolságú, nem villamosított vasútvonal Németországban Nördlingen és Dombühl között. A vonal hossza 54,5 km. 1876 és 1881 között épült.